# Siegfried von Jachmann
Siegfried Karl Alfred Jachmann, ab 1882 von Jachmann (* 28. März 1867 in Kiel; † 12. Mai 1945 in Neuglobsow) war ein deutscher Konteradmiral der Kaiserlichen Marine.

## Leben

### Herkunft
Siegfried war das jüngste von vier Kindern des späteren Vizeadmirals Eduard Jachmann und dessen Cousine Anna, geborene Jachmann (1831–1912). Am 27. November 1882 wurde sein Vater in den erblichen preußischen Adelsstand erhoben.

### Werdegang
Jachmann trat am 21. April 1884 als Kadett in die Kaiserliche Marine ein, besuchte die Marineschule und setzte seine Ausbildung auf der Moltke sowie der Mars fort, bevor er erneut Lehrgänge an der Marineschule absolvierte. Am 16. April 1887 wurde er ohne Patent zum Unterleutnant zur See befördert. Das Patent zu diesem Dienstgrad erhielt er am 3. Oktober 1888 mit Rangdienstalter vom 16. April 1887. Während verschiedener Bordverwendungen wurde er Anfang April 1891 Leutnant zur See, stand ab 1. Oktober 1893 zur Verfügung der II. Marineinspektion und war bei Ende April 1894 zur Militär-Turnanstalt in Berlin kommandiert. Anschließend diente Jachmann für fünf Monate als Wachoffizier auf der Grille und kam am 29. September 1894 als Wach- und Erster Offizier des Torpedodivisionsbootes zur I. Torpedo-Abteilung. Zugleich wurde er zeitweise als Kommandant der Torpedoboote S 40 und S 38 verwendet. Am 29. September 1896 erfolgte seine Versetzung als Torpedooffizier auf die Sachsen und am 19. November 1897 auf den Kreuzer Gefion. Dort war Jachmann zunächst Wachoffizier, avancierte am 15. Dezember 1897 zum Kapitänleutnant und verlegte mit dem Schiff zum Ostasiatischen Kreuzerdivision. Ab Ende August 1898 diente er als Navigationsoffizier und erhielt durch AKO vom 28. August 1899 die Erlaubnis zur Annahme des Offizierkreuzes des Ordens des Heiligen Schatzes. Im November 1899 trat Jachmann die Heimreise nach Deutschland an und war Kompanieführer bei der I. Matrosendivision.
Vom 27. Juli bis 24. September 1900 war er letzter Kommandant der Crocodil. Anschließend versah Jachmann Dienst als Navigationsoffizier auf den Linienschiffen Kaiser Friedrich III. sowie Kaiser Wilhelm der Große. In gleicher Eigenschaft war er vom 1. November 1901 bis zum 27. September 1902 wieder auf der Kaiser Friedrich III. und wurde dann Erster Offizier auf dem Schiff. Am 16. Juli 1903 zunächst mit der Führung der I. Abteilung der I. Matrosendivision beauftragt, erfolgte am 27. Januar 1904 unter Beförderung zum Korvettenkapitän seine Ernennung zum  Abteilungskommandeur. Ab dem 27. Mai 1906 war Jachmann Kommandant des Küstenpanzerschiffs Frithjof. Während der Herbstmanöver 1907 gehörte sein Schiff zum vorübergehend gebildeten III. Geschwader, wobei es am 31. August die Nymphe backbord achtern leicht rammte. Es musste daraufhin außer Dienst gestellt und repariert werden; Jachmann wurde vom Kommando entbunden. Vom 1. Oktober 1907 bis zum 28. September 1908 war er Kommandeur der I. Abteilung der I. Werftdivision und wurde am 30. März 1908 zum Fregattenkapitän befördert. Daran schloss sich eine Verwendung als Ausrüstungsdirektor der Kaiserlichen Werft Kiel an, und am 6. August 1909 avancierte er zum Kapitän zur See. Nachdem man Jachmann am 1. Oktober 1911 zur Verfügung des Chefs der Marinestation der Ostsee gestellt hatte, wurde er am 11. November 1911 auf sein Gesuch hin mit der gesetzlichen Pension zur Disposition gestellt.
Ab dem 17. März 1914 über den Beginn des Ersten Weltkriegs hinaus wurde Jachmann als z.D.-Offizier wiederverwendet und war Inspekteur des Küstenbezirksamtes II (Pommern und Mecklenburg), bis man ihn unter Verleihung des Charakters als Konteradmiral am 28. Februar 1918 von dieser Dienststellung enthob.

### Familie
Am 28. April 1904 heiratete Jachmann in Kiel Helene Freiin von Hollen (1884–1936). Aus der Ehe, die am 13. August 1916 geschieden wurde, gingen der Sohn Ehler (1905–1967) und die Tochter Sigrun (1910–1945) hervor. In zweiter Ehe war Jachmann seit dem 20. März 1920 mit Elisabeth von Rumohr (* 1875) verheiratet, die aber bereits am 20. Oktober 1921 wieder geschieden wurde.